# 升級 (撲克牌)
升级是一种流行于中国和海外华人社区的紙牌遊戲，一般是4人参加，属于吃墩游戏，其目的是赢取分数、升级以獲得勝利。升级游戏可以使用1、2甚至3〜4副撲克牌:1。在不同的情况下，它有不同的名称：一副牌时也叫打百分、打四十、单升，两副牌时也叫八十分、拖拉机、打八十、双抠、双升、双百分、摔小二等:1。1副牌升级曾在20世纪80年代前流行于中国全国，但由于其变化较少，20世纪80年代后逐渐被2副牌升级所取代。3～4副牌的升级抓牌费时，牌张组合较多，不易计算，且较容易出现不诚实的跟牌，竞技性较弱，不适合在线下开展:1。因此，平衡了趣味、竞技、协作、益智等特性的两副牌升级最为流行，也被誉为中国桥牌:1,4,8。

## 打牌流程
升级通常由四人参加，两人一队对抗。这四位玩家围坐于一张方桌，各自坐在同伴的对面。通常以指南针的四个方位来表示四位玩家的位置，因此南北两家一队，东西两家一队。升级采用一至四副扑克牌进行游戏，中国国家体育总局发行的中国升级竞赛规则规定了一至三副牌的升级规则，四副牌升级由于牌型组合更为复杂，仅在少部分地区流行，规则差异也更大。本章着重介绍一至三副牌升级的打牌流程。升级使用的扑克牌含有大小王，和黑桃、红桃、梅花、方块四种花色，每副54张。每门花色点数从小到大依次为2<3<4<5<6<7<8<9<10<J<Q<K<A，每张牌代表一个级别，升级顾名思义即是指一级一级向上升。在台上坐庄并主打的一方称为庄家，或将这一方中拥有获得原始底牌和首先出牌权利的玩家称为庄家，其同伴称为帮庄。庄家对手称为防家、闲家、防守方等。代表当前庄家所打级别的牌称为级牌或叫品牌，其中被定为将牌的花色的级牌称为主级牌，其他三门花色的级牌称为副级牌。大王、小王、所有级牌以及所有被定为将牌的花色的牌张称为将牌或主牌，其他三门花色的牌张称为副牌。
以打10为例，单张将牌的大小顺序为
2<3<4<5<6<7<8<9<J<Q<K<A<副10<主10<小王<大王，
单张副牌的大小顺序为
2<3<4<5<6<7<8<9<J<Q<K<A。
部分规则中使用一对大王或小王亮主可以打无将（或称无主），此时将牌只有大王、小王、所有级牌且级牌之间不分大小，其余牌皆为副牌。因为无论何种情况大小王和级牌都是主牌，所以它们也被称作常主、硬主等。:8-15:10-14
升级中，每门花色中的5、10、K为分牌，其中5值5分，10和K值10分，因而每副牌的分值总共为100分。升级属于吃墩游戏，每一圈的大出者获得该圈牌中的所有分数。另外如果闲家在最后一轮大出，还可以加倍获得底牌中的分数。比赛中通常只统计闲家获得的分数，依照闲家得分来决定是否交换坐庄权及如何升级。一副牌升级中总分为100分，闲家须获得40分才可以上庄；两副牌升级中总分为200分，闲家须获得80分才可以上庄，这也是升级被称为打百分、双百分、八十分等的原因。:8-15:10-14

### 抓牌
升级一般从2开始打起，一副牌时每人抓12张，留6张作为底牌；两副牌时每人抓25张，留8张作为底牌；三副牌时每人抓39张，留6张作为底牌。
抓牌过程中玩家可将级牌亮出，称为亮主，表示希望以亮出级牌的花色作为主牌。在多于一副牌的游戏中，其他玩家也可使用多张相同级牌或王牌来反已亮出的主，称为反主，反主大小顺序如下：
一张级牌<两张相同级牌<两张小王<两张大王<三张相同级牌<三张小王<三张大王……
亮主方自己不能反自己，但可以将和已亮牌相同的牌亮出，增加对方反主难度，称为加固:11。两副牌升级中亮主方加固后仅可被一对小王或一对大王反成无主。抓完牌后最后亮出的级牌花色为主牌，如亮大小王则为无主。亮无主必须要有两张或三张大王或小王，仅有单张大王或小王不能亮主。也有规则不允许亮无主。第一副牌局由于庄家未定，在抢主的同时也争夺坐庄权，抢主成功的玩家成为庄家。若抓完牌后无人亮主，通常会翻底牌的第一张牌来决定主牌花色。第一副牌局若无人亮主则重新发牌。
在记副式复式牌比赛中，由于每副牌局均定好庄家和级数，不需要抢庄。为了确定主牌，由庄家同伴开始亮主，然后按照出牌顺序依次决定是否反主。若无人亮主则由庄家同伴口头决定主牌花色。也有记副式复式牌比赛不仅定好庄家和级数，还定好了将牌花色，因此不需要叫主:35。
每副牌局牌手抓完牌后都会留下一定张数的牌，称为原始底牌。主牌花色确定后，庄家将抓上原始底牌，并将相同张数的牌牌面向下放在桌面上，称为扣置底牌，简称扣底、灭底、下底等。

### 出牌
每副牌局中第一圈牌由庄家领出，此后的每圈牌由前一圈最大的一方领出。可以出的牌型有：
- 单张：一张牌；
- 对子：两张花色点数都相同的牌；
- 刻子：三张花色点数都相同的牌，或称三子[5]；
- 连对：级别相邻且花色相同（或都为将牌）的两个或两个以上的对子，俗称拖拉机；
- 连刻：级别相邻且花色相同（或都为将牌）的两个或两个以上的刻子，或称连三、三条[6]、推土机[7]:167-168、泰坦尼克[4]等，也可称为拖拉机；

一副牌升级中仅有单张这一种牌型；两副牌升级中除了单张，还有对子和拖拉机；三副牌的升级还有刻子和推土机。由于连对的存在，升级游戏也被俗称作拖拉机。
不同规则对构成拖拉机的要求不尽相同，中国升级竞赛规则要求拖拉机必须级别相邻且花色相同（或都为将牌）。以打10，♠将牌为例，以下牌型均构成拖拉机：
♥2233、♥99JJ、♠2233、♠99JJ、♠AA♦1010、♣1010♠1010、♠1010小王小王、小王小王大王大王，
以下牌型均不构成拖拉机：
♥991010（10为将牌）、♠1010JJ（10为级牌，和将牌J不相邻）、♦1010♣1010（两对副级牌大小相同，不相邻）。
在无主牌局中，两对级牌不能构成拖拉机，但小王可以和任何一对级牌构成拖拉机:5。
领出者还可以将手里某一门花色（或将牌）中两张及以上不属于上述牌型的牌一起甩出，称为甩牌。甩出的牌中可以包括单张、对子、连对等等，但在所甩花色中，其他三家手里不能有比所甩牌张大的牌张或牌张组合，否则按照甩错牌处理。若甩牌含有单张，则其余三家不能有大于该单张的单张；若甩牌含有对子，则其余三家不能有大于该对子的对子；若甩牌含有连对，则其余三家不能有大于该连对的连对，以此类推。若甩牌失败，则强制出小。如领出者甩牌Q44，该门外面若有大于Q的单张但无大于44的对子，则强制出Q；若有大于44的对子但无大于Q的单张，则强制出44，若既有大于Q的单张也有大于44的对子则由其下家指定其中的一种出牌。此外甩错牌还可能被罚分。
领出者出牌时，其他三家将依逆时针次序打出相同数目的牌，在有领出者所出花色的牌时必须跟牌。若没有或不全有领出花色的牌时，在跟出所有该门花色后可以垫出其他花色的牌，称为垫牌。跟牌时必须和领出者牌型相符，跟牌优先级如下：
- 领出单张：单张>垫牌。
- 领出对子：对子（包括刻子中拆的）>两单张>垫牌。
- 领出刻子：刻子>对子+一单张>三单张>垫牌。
- 领出两连对：两连对>两对>一对+两单张>四单张>垫牌，领出三连对四连对等时跟牌原则相同。
- 领出两连刻：两连刻>两刻>一刻+一对+一单张>一刻+三单张>两连对+两单张>两对+两单张>一对+四单张>六单张>垫牌，领出三连刻四连刻等时跟牌原则相同。也有规则规定两连对+两单张优先于一刻+一对+一单张[4]，甚至两连对+两单张优先于两刻[8]。
- 领出甩牌：根据甩牌中所包含的组合，按照上述原则跟牌或垫牌。

当领出者出牌时，若一家没有此门花色，也可以选择出相同数量的将牌将吃，也称为毙牌、杀牌。将牌牌型必须完全匹配领出者的牌型，如对子需要用将牌对子来将吃，连对需要用将牌连对来将吃，甩牌也要用相应的组合来将吃等等，如果不能满足，则视作垫牌。在一家将吃以后，另一家也可选择用更大的将牌超将吃。超吃甩牌的原则如下：
- 全为单张：超吃时最大的单张须大于先前将吃者最大的单张；
- 含有对子：超吃时最大的对子须大于先前将吃者最大的对子；
- 含有连对：超吃时最大的连对须大于先前将吃者最大的连对；
- 以此类推。

一圈牌中牌最大的一方获得下一圈的领出权，牌的大小按以下原则决定：
- 将牌大于副牌，最后超将吃成功的玩家牌最大；
- 大小只在相同的组合中比较，如领出对子时不能跟出对子则视作小于领出者，甩牌未被将吃时甩牌者为大；
- 相同的组合按照级别来比较，以打10为例，将牌的大小顺序为2<3<4<5<6<7<8<9<J<Q<K<A<副10<主10<小王<大王，副牌的大小顺序为2<3<4<5<6<7<8<9<J<Q<K<A，同样大小时先出者为大；
- 垫牌小于领出牌。

### 得分
升级中，每门花色中的5、10、K为分牌，其中5值5分，10和K值10分，因而一、二、三副牌的总分值分别为100分、200分、300分。一圈牌中，若庄家方牌大，则该圈出现的所有分数均归庄家方所有，否则则归闲家方所有。通常闲家方得分时会将分牌拣出，牌面向上放在每家的得分区内。
庄家在下底的时候，可以将分数牌放入底牌中。最后一圈牌中，若庄家方大，底牌分数归庄家所有；若闲家方大，则按照最后一圈领出的牌型成倍地获得庄家底牌中的分数，称为抠底。两副牌升级中用对子抠底通常倍数为4，称为「双抠」:13。中国升级竞赛规则规定的具体抠底倍数如下表，但不同规则仍有一定差异：
| 牌型 | 一副牌 | 两副牌                                                | 三副牌                  |
| ---- | ------ | ----------------------------------------------------- | ----------------------- |
| 单张 | 2倍    | 2倍                                                   | 2倍                     |
| 对子 |        | 4倍                                                   | 3倍                     |
| 刻子 |        |                                                       | 4倍                     |
| 连对 |        | 两连对6倍，每多1对加2倍                               | 两连对5倍，每多1对加1倍 |
| 连刻 |        |                                                       | 两连刻6倍，每多1刻加2倍 |
| 甩牌 | 3倍    | 全为单张的甩牌3倍，否则按其中包含的张数最多的组合计算 |                         |

部分规则规定两副牌升级中甩牌抠底一律按照包含的张数最多的组合计算，即全为单张的甩牌也仅翻2倍；以及用长度为X的拖拉机抠底，所翻倍数为2X+1，即两连对抠底8倍，三连对抠底16倍等等，这两个变体在网络游戏平台较为常见:13。
比赛中，除首副牌局抢庄外，以后的所有牌局的坐庄方及所打级别皆有前一副牌局闲家得分决定，具体规定如下：
|                  | 一副牌闲家得分 | 两副牌闲家得分 | 三副牌闲家得分 |
| ---------------- | -------------- | -------------- | -------------- |
| 庄家升四级       | -20~-5分       | -40~-5分       | -60~-5分       |
| 庄家升三级       | 0分            | 0分            | 0分            |
| 庄家升两级       | 5~15分         | 5~35分         | 5~55分         |
| 庄家升一级       | 20~35分        | 40~75分        | 60~115分       |
| 闲家上台         | 40~55分        | 80~115分       | 120~175分      |
| 闲家上台并升一级 | 60~75分        | 120~155分      | 180~235分      |
| 闲家上台并升两级 | 80~95分        | 160~195分      | 240~295分      |
| 闲家上台并升三级 | 100~115分      | 200~235分      | 300~355分      |

上表中一/二/三副牌的分数线基本分别都是20/40/60的倍数，因而也被称作每20/40/60分一级。一/二/三副牌时闲家如果获得比表中所列更多或更少的分数时，每多得或少得20/40/60分，闲家或庄家可再多升一级。
闲家得0分，庄家连升三级也被称作「大光」；与「大光」相对，庄家连升两级也被称作「小光」:13。因为上台本身也被算作一级，闲家上台、闲家上台并升一级、闲家上台并升两级有时也被称作「一级牌」、「两级牌」、「三级牌」。
由于抠底翻倍和甩牌罚分的情况存在，闲家的得分可能超过总分，即所有分牌分值之和（一/二/三副牌分别为100/200/300分）。为了防止刷分作弊，在网络海选赛中有时分数会有上限，若闲家得分超过总分则按总分算，最多升三级。
若庄家过庄，下一副牌局由庄家对家坐庄。而若庄家未能过庄，下一副牌局则由庄家下家坐庄。

### 胜负
升级比赛通常有记局制、记时制、记副制和复式牌局等方式。记局制通常规定双方从某一级别开始，先打过指定级别者获胜，如从2开始，先打过A者胜。记时制和记副制通常规定在给定时间内或者打指定副数的牌局后，级别高者胜，如双方级别相同有时规定在庄上的一方胜。复式牌局则类似桥牌，每副牌局都指定好庄家和将牌，参赛选手轮流打同样的牌，每一副牌局的结果都换算成积分，最后根据积分来决定名次，可以消除运气成分:139。

## 打法差异
- 常主：部分规则规定某一级牌如2为常主，使得主牌数量变多，副牌数量变少[1]:3。以打10为例，2为常主时将牌单张大小顺序为

3<4<5<6<7<8<9<J<Q<K<A<副2<主2<副10<主10<小王<大王。
- 无主牌：大部分规则允许亮无主牌。但因为在打分值牌的无主时，拥有较多王牌的一方可以仅靠王牌过庄或上台，运气成分较大，所以中国升级竞赛规则不允许亮无主[2]:34。
- 暗亮：部分规则规定亮主时牌面朝下，直到庄家扣完底后再翻开。庄家由于不知道亮主花色，有可能将主牌扣入底牌中，增添了运气成分[1]:3。
- 带王亮主：部分规则规定亮主时必须带上王牌，甚至规定用黑色（黑桃、梅花）级牌亮主时必须带小王，用红色（红桃、方块）级牌亮主时必须带大王。如果庄家亮主失败，由闲家上台打闲家级别并开始亮主[1]:2。
- 炒底：部分规则允许在庄家扣完底牌后反主，并可以拿起底牌重新下底，称为炒底，由此衍生出诸多变体。炒底后容易出现拖拉机较多的畸形牌，且闲家可以在炒底时埋下重分，并伺机以拖拉机抠底，获得高分[1]:3。
- 降级：部分规则规定在打J时，闲家用级牌J抠底后，庄家降级打2，称为「钩到底」[1]:3。
- 升级规则：标准规则规定一/二/三副牌时每20/40/60分一级，但有些变体有不同规定，如规定两副牌时每20分一级[12]，使得升级变得更加容易。
- 级别：通常升级从2开始到A，有时为了节省时间，也可只打部分级别，如从9到A等。或者规定只打5、10、K三个分数级别，此时主牌分数占比较多，且仅次于王牌的级牌为分数，更为刺激。也有规则规定固定主，不升级，以其他方式计分。[1]:4
- 必打：有些比赛规定部分级别不可跳过，必须要坐庄打过。如规定10必打时，庄家在打9时取得小光，本可连升两级打J，但只能升一级打10；又或闲家当前级别为10，并打出两级牌，本可台下升级打J，但只能上台打10。经常被规定必打的级别有首末级2、A，分数级5、10、K[13]，或和「钩到底」结合的J等[12]。

- 跟牌：一到两副牌的升级跟牌规则较为统一，有部分规则允许在领出对牌时不跟对，但一般认为有悖牌理，使游戏失去意义[1]:4。三副牌时，首出推土机时，不同规则对跟牌的优先级规定有差异，中国升级竞赛规则规定两连刻>两刻>一刻+一对+一单张>一刻+三单张>两连对+两单张>两对+两单张>一对+四单张>六单张>垫牌[3]，但一些网络游戏平台规定两连对+两单张优先于一刻+一对+一单张[4]，甚至两连对+两单张优先于两刻[8]。
- 抠底：有些规则仅允许主牌抠底。不同规则对抠底的计分也有差异，如单张抠底不翻倍[2]:22。在两副牌升级中，和中国升级竞赛规则不同，许多网络游戏平台规定全为单张的甩牌也仅翻2倍，用长度为X的拖拉机抠底所翻倍数为2X+1。三副牌升级中，也有规定三条抠底翻6倍，用长度为X的推土机抠底翻2x3X倍的[4]。
- 甩牌：在三副牌升级中，有些甩牌可被视作多种牌型，如AAKKK可被视作拖拉机AAKK加单张K，也可被视为对子AA加刻子KKK。中国升级竞赛规则要求牌手在这种情况应事先声明牌型[3]，但部分游戏平台会默认处理为不带单张的牌型[4][8]。

## 衍生游戏

### 四副牌升级
和一至三副牌升级相比，四副牌升级多了以下两种牌型：
- 炸弹：四张花色点数都相同的牌，或称四条[5]；
- 炸弹拖拉机：级别相邻且花色相同（或都为将牌）的两个或两个以上的炸弹[6]。

网络平台中的四副牌拖拉机游戏中通常规定每人抓52张，留8张作为底牌。每80分一级，闲家得160分上台。四副牌时牌型组合更加多样，在领出X张Y连拖时不同平台对跟牌的优先级的处理有所不同，有些要求优先跟长度为Y的连拖，有些要求优先跟X条。
除了网络平台提供的游戏外，不少地区也流行有带地方特色的四副牌拖拉机，如广西一带的南宁拖拉机和江苏常州一带的常州四副头等。

#### 南宁拖拉机
南宁拖拉机又称广西拖拉机，流行于广西一带。其主要特点如下：
- 每80分一级，闲家得160分上台；
- 2为常主；
- 小王和正级牌，正副级牌，副级牌和正的常主牌、正副常主之间均不能构成拖拉机，不允许空心拖拉机；
- AA22可以构成拖拉机，但KKAA22不可[15]；
- 相同张数的拖拉机可以比大小，其中由四条构成的大于由三条构成的大于由对子构成的，如四条大于两连对，两连三条大于三连对等等。在领出连拖时，有相同张数的连拖必须优先跟出，否则优先跟出张数最多的连拖，然后跟出尽可能多的对子；
- 不允许甩牌；
- 没有底牌，最后一圈牌的得分若领牌的张数不少于两张则可以抠底，加倍获得该圈牌的分数。假如最后一圈出了{\displaystyle X}张牌，得了{\displaystyle Y}分，若该圈闲家大出，则闲家方获得{\displaystyle X\cdot Y}分；若庄家大出，则闲家方倒扣{\displaystyle X\cdot Y}分。

#### 常州四副头
常州四副头流行于江苏常州、金坛、溧阳一带。其主要特点如下：
- 每人抓51张牌，底牌12张；
- 每10分一级，闲家得160分上台；
- 仅可用四张王反无主；
- 不允许拖拉机；
- 允许甩牌；
- 跟牌时优先跟同类型的牌，领出四条时没有四条要优先跟三条和对子，领出三条时没有三条要优先跟对子，但领出对子时不需要拆三条和四条，领出三条时也不需要拆四条。

### 炒底
部分升级变体允许在庄家扣完底牌后再反主，反主者可将底牌拿起并重新扣底，这一过程称为炒底。炒底按照出牌顺序可以一反再反直至无人反主为止，但不可自反。不断的炒底使得出现拖拉机的概率大大提升，防守方可以在底牌扣有重分，并寻求以拖拉机抠底来连升数级:3。较为出名的允许炒底的两副牌升级变体有扒鸡窝和炒地皮。

#### 扒鸡窝
扒鸡窝流行于河南一带，除了允许炒底以外其他规则和双升一致。炒底的大小顺序如下：
一张级牌<一对♦级牌<一对♣级牌<一对♥级牌<一对♠级牌<一对小王<一对大王

#### 炒地皮
炒地皮流行于江苏、浙江一带，和两副牌升级相比，其规则有以下不同:129-132:121-124：
- ♥5
  - ♥5为常主，大于大王，但不能和大王构成拖拉机；
- 炒底
  - 炒底的大小顺序如下：一张级牌<一对♦级牌<一对♣级牌<一对♥级牌<一对♠级牌<一对小王<一对大王<一对♥5；
  - ♥5炒底后可任意指定将牌花色或指定无主；
  - 部分规则允许回头望炒底，指一名玩家首先单亮一张级牌而后炒底时又亮出与先前单亮花色相同的一对级牌，回头望大于一对♥5[20]:119；
  - 炒底分明炒和暗炒两种，明炒时亮主反主公开，暗炒时亮主反主牌面向下并不公开，直至无人反主时才公开炒底过程，出现不合大小顺序炒底的一方每次需要罚80分。
- 510K
  - 炒地皮允许特殊牌型510K；
  - ♥5可以下放和♥10、K组成510K；
  - 领出510K时，有510K的一方必须跟510K；
  - 领出主牌510K时，若无510K则必须跟出最大的三张主牌；
  - 副牌510K仅可被主牌510K毙牌。
- 级别
  - 每10分一级；
  - 2、A必打；
  - 使用一对♥5亮主或抠底并且过庄或上庄的一方升级打A且对手降级打2，但若未能过庄或上庄则该方打2对手打A；
  - 闲家使用510K抠底则升级打A，庄家降级打2；
  - 打过A后有特殊级别扛旗，此时每方抓27张牌、不留底牌，仅有小王、大王、♥5是主牌，闲家需要得100分才能上台，若庄家连续三次扛旗不过则退回打2。

### 三打一
三打一类型的游戏结合了两副牌升级和斗地主的特点，行牌规则和双升大致相同但叫牌方式类似斗地主，主要在河南信阳和湖南、江西一带流行，在信阳称作信阳黑七，在湖南、江西称作二七王，因为2、7和王牌为常主而得名:465-467。
信阳黑七和二七王规则类似，规定2、7为常主。叫牌时四家从120分轮流选择向下叫分，5分一档，也可不叫，最低不低于80分。叫分最低的一家为庄家，另外三家为闲家。庄家可以自由确定主牌花色。闲家的目标是得分达到或超过庄家所叫分数。

### 二百四
二百四游戏同样使用两副牌，叫牌出牌规则和双升一致，但规定大王、小王也值10分，总分为240分，因而得名。二百四游戏中2为常主，永远打10，四家各自为政，每圈牌大出的一家可获得该圈牌的所有分数，最后得分高的一方获胜。:324-326

### 找朋友
找朋友游戏由5人参加，使用三副牌，每人31张牌，底牌7张。游戏中每人单独记级，庄家及其盟友不固定。每副牌局都须通过亮牌来争夺庄家权。庄家可以指定「第X个出某张牌」的玩家为其盟友，如「第2个出♠A的玩家」等等，该名玩家也可能是庄家自己。:165-170

## 双升信号
两副牌升级由于竞技性较强，有「中国桥牌」的美誉。多年以来民间双升爱好者经过归纳总结并借鉴桥牌信号，也形成了一些信号规则。牌手打牌时需要公开约定信号，使得信息透明。一些双升比赛也提倡使用信号，并要求牌手在赛前填写信号约定卡，甚至统一信号要求。没有通过合法方式传递的牌情视作非法信息，如通过时间表示的快慢张，或是异常表情动作及无道理出牌等。传递非法信息将会被处罚。
双升信号分为直接信号和间接信号。直接信号即同伴之间通过约定牌张来直接达到传递出牌权作用的信号，即副牌助攻信号，如领出副牌A时同伴表示有另一个A；间接信号指同伴之间通过约定牌张以外的出牌或垫牌方式来传递的信息，包括王牌表示信号、清主信号、断门信号、协助吊主对信号等:102-104。
直接信号的约定牌张禁止使用分数牌，最为常见的约定牌张有8、9、J、Q和2、4、6、J、Q等。部分比赛规定庄家打第一门副牌时若同伴给直接信号支持时，除了下列例外情况外，必须传牌给同伴，否则会被罚分。可以不传牌的情况有：
- 找完信号后断门；
- 找完信号后剩下一对牌或拖拉机，如持有AQQ或A4433打完A后即使有信号也可不传；
- 可以先发挥副牌的大牌后再回传第一门花色，但必须是大牌，如先打♥A同伴表示A后，可再打♣AJJ1010，♠A后传回♥小牌；
  - 部分规则对可以发挥的大牌定义较为严格，仅承认在问信号之前就已经确定大的对子。如问完信号后，手中另一门副牌有AKQJJ时可以发挥JJ。如果手中另一门副牌只有AKJJ，在发挥大牌过程中另外三方跟出该门的Q，此时虽然JJ已大，但问信号前并不确定，因而不能发挥。由于拖拉机被盖住的概率比较低，所以也可以先发挥不确定大的拖拉机然后再传牌。[26]
- 需要直接树立此门花色的长套，但牌手需向裁判说明牌理；
- 同伴有断门的花色；
- 同伴上过手或先前垫过此门花色；
- 对方垫出分数。

上述情况外即便同伴因手里只有信号牌而被迫跟出假信号也必须传牌。另外，传牌并不代表同伴必须要上手，比如AK结构先出A并且同伴表示A，此时可以出K，即使同伴选择不用A盖上，也算完成了传牌。在同伴没有表示的情况下也允许用小牌张推牌，但必须合理，如出完A后仅剩一张牌，或是为了树立长套等。
间接信号包括王牌表示信号、清主信号、断门信号、协助吊主对信号等，有很多种。王牌表示信号和协助吊主对信号通常用主牌点数来表示。用级牌吊主通常表示清主。断门信号较难表示，可以在跟牌时从中间牌到两边牌开始跟，这样当跟出一张较大牌和一张较小牌时即表示该门可能走完。
在河南、山西一带，牌手通常使用246JQ、小在上、花色在上的约定系统，其最大特点是将跟牌时的牌张顺序纳入间接信号约定。这一信号系统的直接约定信号是2、4、6、J、Q，间接约定信号包括多张跟牌时用小牌或花色牌在上来表示有该门花色的控制（有A或断门），用主牌2、4、6表示大王，用7（打7时用8）表示该门有大对子等。
更加高级的信号则包括将花色分为高阶低阶并用不同的表示方法等。